# Sazoué
Sazoué è un arrondissement del Benin situato nella città di Grand-Popo (dipartimento di Mono) con 3.831 abitanti (dato 2006).